# Maxillaria platyloba
Maxillaria platyloba är en orkidéart som beskrevs av Rudolf Schlechter. Maxillaria platyloba ingår i släktet Maxillaria och familjen orkidéer. Inga underarter finns listade i Catalogue of Life.